# Hrabstwo Gibson (Indiana)

Piramida wieku hrabstwa

Hrabstwo Gibson (ang. Gibson County) – hrabstwo w stanie Indiana w Stanach Zjednoczonych.

## Geografia
Według spisu z 2010 roku obszar całkowity hrabstwa obejmuje powierzchnię 499,16 mili2 (1292,82 km²), z czego 487,49 mili2 (1262,59 km²) stanowią lądy, a 11,68 mili2 (30,25 km²) stanowią wody. Według szacunków United States Census Bureau w roku 2012 miało 33 458 mieszkańców. Jego siedzibą administracyjną jest Princeton.

### Miasta
- Fort Branch
- Francisco
- Haubstadt
- Hazleton
- Mackey
- Oakland City
- Owensville
- Princeton
- Patoka
- Somerville